# Perspectiva sociodinâmica
A perspectiva sociodinâmica explora o conceito de sociodinâmica através de uma abordagem multidisciplinar que analisa a dinâmica das interações sociais nos diferentes microcosmos sociais. Além das interações individuais, a perspectiva sociodinâmica examina os fatores sistémicos e estruturais que influenciam o comportamento social.
Neste sentido, convém considerar a distinção entre os termos "abordagem" e "perspectiva". Embora muitas vezes as duas palavras sejam utilizadas em semelhantes contextos, não representam a mesma coisa. Enquanto o termo "abordagem" propõe-se a definir um conceito, o termo "perspectiva" apresenta um forma específica (uma lente) para observar o fenómeno social. Adotando este princípio, a perspectiva sociodinâmica recorre aos conceitos estabelecidos em diferentes campos de investigação sobre a sociodinâmica e apresenta-se como uma lente para observar o fenómeno em estudo.

Suas bases conceituais se fundamentam em diferentes abordagens teóricas, tais como a teoria da informação, a sociometria, a teoria da complexidade e a modelagem matemática. Em síntese, uma abordagem sociodinâmica investiga as dinâmicas sociais para compreender o fenómeno em estudo.
A perspetiva sociodinâmica considera o tempo, o espaço, as condições e os seus efeitos como elementos que actuam sobre as narrativas de memória numa interação mnemónica entre o tempo narrado e o tempo vivido.
Em estudos focados na memória social, com recurso a análise de testemunhos orais, a perspectiva sociodinâmica apresenta-se como uma abordagem conceptual que explora as dinâmicas espaço-temporais que se manifestam nas narrativas dos participantes.

### Sociodinâmica e Dinâmica Social
Embora os termos sociodinâmica e dinâmica social possuam semelhanças, ambos apresentam características específicas no que concerne à terminologia e à abordagem científica. Não obstante, ambos os conceitos têm como objeto de análise os fenómenos associados às relações dos indivíduos nos diversos grupos sociais nos quais interagem.

A proximidade terminológica entre os dois conceitos pode gerar imprecisões conceituais, especialmente em termos epistemológicos.
O conflito na conceptualização da abordagem sociodinâmica não é em si um conflito dogmático, mas sim de natureza lógico-semântica. (...) O termo sociodinâmica emerge na segunda metade do século XX no ímpeto dos estudos sociométricos (Moreno, 1934), sendo mais tarde explorado na esfera da sociodinâmica da cultura (Moles, 1967/1971) e das psicodinâmicas com foco num modelo sociodinâmico das emoções e seus impactos sobre as dinâmicas sociais em seus diferentes microcosmos.(pp.98–99)
A estreita ligação semântica entre ambos os termos pode causar alguma confusão no seu uso. A explicação de Peavy (1997) para a proximidade conceptual entre os termos sociodinâmica e dinâmica social pode ser igualmente explicada a partir de sua base etimológica.
O QUE SIGNIFICA O TERMO "SOCIODINÂMICA"? "Socio" deriva da palavra latina socialis que significa companheiro, aliado, associado. "Socio" marca a nossa existência primária como seres sociais ou relacionais. A palavra "dinâmica" deriva do grego dynamikos, que significa poderoso, em movimento, alterando, e refere-se ao equilíbrio estético das partes como um todo que são instáveis quando separadas. Dinâmico também implica mudança contínua, especialmente mudança cultural e mudança nos padrões de significado cultural.  (Peavy, 1997, p. 251)
Independente dos aspectos linguísticos, verifica-se que os estudos voltados à compreensão das dinâmicas sociais dedicam-se primordialmente à análise dos padrões de interação, influência e mudança no âmbito intra e intergrupal, bem como entre sociedades distintas numa abordagem comparativista. Seu foco recai sobre os aspectos comportamentais inerentes aos fenômenos sociais, englobando ações individuais, dinâmicas grupais e tendências socioculturais vigentes.
Segundo Fauvet (2004), a sociodinâmica situa-se como uma ramo da praxeologia, permitindo compreender as diferentes forças que atuam sobre as interações sociais e os significados que atribuímos a elas.
A sociodinâmica representa um aprofundamento nas dimensões estruturais e sistêmicas da vida social no macro e microcosmo social, examinando a interação entre as estruturas em nível macroscópico e as interações em nível microscópico. Em linhas gerais, a sociodinâmica elucida a relação recíproca existente entre estruturas sociais, forças culturais e ação individual, destacando o papel desempenhado por instituições, ideologias e contingências históricas sobre os processos sociais.
A compreensão holística dos fenômenos sociais requer uma abordagem integrativa que considere tanto a dinâmica social quanto a sociodinâmica. Embora a dinâmica social enfoque os padrões comportamentais e interacionais em nível micro, a sociodinâmica lança luz sobre as forças estruturais e sistêmicas em nível macro que moldam e são moldadas por tais interações. Ao harmonizar essas duas perspectivas complementares, obtém-se uma visão mais completa e nuançada dos processos sociais.
É imperativo reconhecer que ações individuais e dinâmicas grupais não ocorrem em um vácuo, mas são inextrincavelmente influenciadas por estruturas sociais mais amplas, instituições, ideologias dominantes e contingências históricas específicas. Concomitantemente, essas macroestruturas são continuamente remodeladas e resignificadas por meio das interações e comportamentos em nível micro. Portanto, a relação entre esses dois domínios é dialética e mutuamente constitutiva.
Os investigadores interessados em explorar abordagens como a sociodinâmica devem buscar integrar de maneira sinérgica as perspectivas da dinâmica social e da sociodinâmica, transcendendo a dicotomia entre agência e estrutura. Somente por meio de um entendimento holístico dessa complexa interconexão poderemos elucidar plenamente os intrincados mecanismos subjacentes aos fenômenos sociais contemporâneos.

## Autores de Referência
- Abraham Moles [Sociodinâmica aplicada a estudos no âmbito da relação entre comunicação e cultura]
- Jean-Christian Fauvet [Sociodinâmica aplicada a contextos de gestão de equipes]
- Wolfgang Weidlich [Sociodinâmica aplicada a modelos matemáticos preditivos para aplicações económico-sociais]
- Jacob Levy Moreno [Sociodinâmica aplicada a estudos sociométricos das dinâmicas sociais]
- Dirk Helbing [Sociodinâmica aplicada a processos estocásticos e interação social]
- Ruslan Grinberg e Alexander Rubinstein [Sociodinâmica aplicada a modelos esconómicos]
- R. Vance Peavy [Sociodinâmica aplicada à terapêutica construtivista de aconselhamento]

## Ligações Externas
- A Sociodynamic Perspective for Counselling
- Socialis Memoriae: Social memory from a sociodynamic perspective
- Institut de la Sociodynamique
- Sociodynamic Perspective: Reflecting on the sociodynamics and the social microcosms
- The sociodynamic approach and profiles